# Road Wild 1997
Road Wild 1997 fu un pay-per-view della federazione World Championship Wrestling (WCW); si svolse il 9 agosto 1997 presso lo Sturgis Motorcycle Rally di Sturgis (Dakota del Sud), Stati Uniti.

## Descrizione
Nel main event, Hollywood Hogan sconfisse Lex Luger aggiudicandosi il WCW World Heavyweight Championship. Altri match di rilievo in programma furono The Outsiders contro Steiner Brothers per il World Tag Team Championship, Curt Hennig contro Diamond Dallas Page, e Ric Flair contro Syxx.

## Risultati
| N. | Risultati | Stipulazione                                             | Durata |
| -- | --- | -------------------------------------------------------- | ------ |
| 1  | Harlem Heat (Booker T & Stevie Ray) sconfiggono Vicious and Delicious (Buff Bagwell & Scott Norton) (con Vincent)                            | Tag team match                                           | 10:20  |
| 2  | Konnan sconfigge Rey Misterio Jr. | Mexican Death match                                      | 10:20  |
| 3  | Steve McMichael & Chris Benoit sconfiggono Jeff Jarrett & Dean Malenko                                                                       | Elimination match                                        | 09:36  |
| 4  | Alex Wright (c) sconfigge Chris Jericho | Single match per il WCW World Cruiserweight Championship | 13:03  |
| 5  | Ric Flair sconfigge Syxx | Single match                                             | 11:06  |
| 6  | Curt Hennig sconfigge Diamond Dallas Page (con Kimberly Page)                                                                                | Single match                                             | 09:41  |
| 7  | The Giant sconfigge Randy Savage (con Miss Elizabeth)                                                                                        | Single match                                             | 06:05  |
| 8  | The Steiner Brothers (Rick Steiner & Scott Steiner) (con Ted DiBiase) sconfiggono The Outsiders (c) (Scott Hall & Kevin Nash) per squalifica | Tag team match per il WCW World Tag Team Championship    | 15:29  |
| 9  | Hollywood Hogan sconfigge Lex Luger (c) | Single match per il WCW World Heavyweight Championship   | 16:15  |

### Eliminazioni match Benoit/McMichael vs. Jarrett/Malenko
| N.         | Wrestler                       | Team                           | Eliminato da                   | Tempo                          |                                |
| ---------- | ------------------------------ | ------------------------------ | ------------------------------ | ------------------------------ | ------------------------------ |
| 1          | Jeff Jarrett                   | Jarrett/Malenko                | Steve McMichael                | 7:10                           |                                |
| 2          | Dean Malenko                   | Jarrett/Malenko                | Steve McMichael                | 9:36                           |                                |
| Vincitori: | Chris Benoit & Steve McMichael | Chris Benoit & Steve McMichael | Chris Benoit & Steve McMichael | Chris Benoit & Steve McMichael | Chris Benoit & Steve McMichael |

Altre personalità presenti
| Ruolo          | Nome:                |
| -------------- | -------------------- |
| Commentatori   | Bobby Heenan         |
| Commentatori   | Dusty Rhodes         |
| Commentatori   | Tony Schiavone       |
| Arbitri        | Nick Patrick         |
| Intervistatori | "Mean" Gene Okerlund |
| Annunciatori   | David Penzer         |